# Fàbrica Palmerola
La fàbrica Palmerola va ser una indústria cotonera del segle xix, amb seus al carrer de Gombau, 12 de Barcelona i Ripoll.

## Història
Feliu Palmerola i Miarons era un fabricant d'indianes originari de Sant Hipòlit de Voltregà, que el 1815 residia a la casa-fàbrica de Maurici Prat al carrer del Carme. El 1823, la seva vídua Ignàsia Grau va adquirir a Joan Baptista de Queralt i Silva, comte de Santa Coloma, dos masos a la parròquia de Sant Vicenç de Puigmal, sufragània de Sant Bartomeu de Llaés, per 12.000 lliures, de les quals 8.000 eren de l'usdefruit del seu marit i les 4.000 del seu cunyat Antoni.
El 1826, la fàbrica de pintats d'Antoni Palmerola es traslladà des de la casa-fàbrica Salgado al carrer dels Còdols a la de Josep Estrada al carrer de Gombau, i el 1829, els seus veïns Jaume Urell i Miquel Villaret el van denunciar pel fum i els sorolls que causava. També hi vivia Antoni Fons i Palmerola, que a la mort el 1834 de l'indià Francesc Solernou i Vallès n'esdevendria marmessor i tutor dels seus fills menors d'edat Manuel i Josepa, així com el primogènit Francesc Solernou i Fernández. El 1836, Fons hi tenia una fàbrica de cintes de cotó, i a la Guía de forasteros en Barcelona del 1842 hi figurava com a comerciant. El 1841, va adquirir un antic molí paperer i després filatura de cotó a Ripoll, destruït pel setge de 1839 i mogut per la força hidràulica del rec de l'Almoina (anomenat així en referència a l'almoiner del Monestir de Santa Maria de Ripoll), una derivació de la séquia Molinar o de Santa Maria, que uneix el riu Freser a Campdevànol amb el Ter a Ripoll. Un cop reconstruït, seria la seu de la fàbrica de filats i teixits de cotó de la societat Fons, Palmerola i Cia, constituïda aquell mateix any pel mateix Fons, l'hereu Feliu Palmerola i Grau i Francesc Solernou i Fernández.
El 1842, Palmerola es va casar amb Rosa Cayol i Padró (†1899), filla del comerciant i navilier Llorenç Cayol i Martí (1780-1854). Poc després, Solernou cedí a Fons els drets sobre la fàbrica de Ripoll, dirigida per aquest, i en reciprocitat, Fons va fer el mateix amb la de capdells i madeixes del carrer de Gombau, reconstiuïnt la societat com a Fons i Palmerola. Posteriorment, aquesta canviaria de nom a Palmerola i Solernou,
amb seu al carrer de Gombau, on exercia de comerciant i tenia el despatx de la fàbrica de Ripoll. El 1849, la fàbrica del carrer de Gombau era a nom del fabricant de Manresa Josep Gros i Jordana (†1877), casat amb Magdalena Palmerola i Grau, que el 1854 faria construir un nou edifici als carrers de les Freixures i de Sant Pere Més Baix.

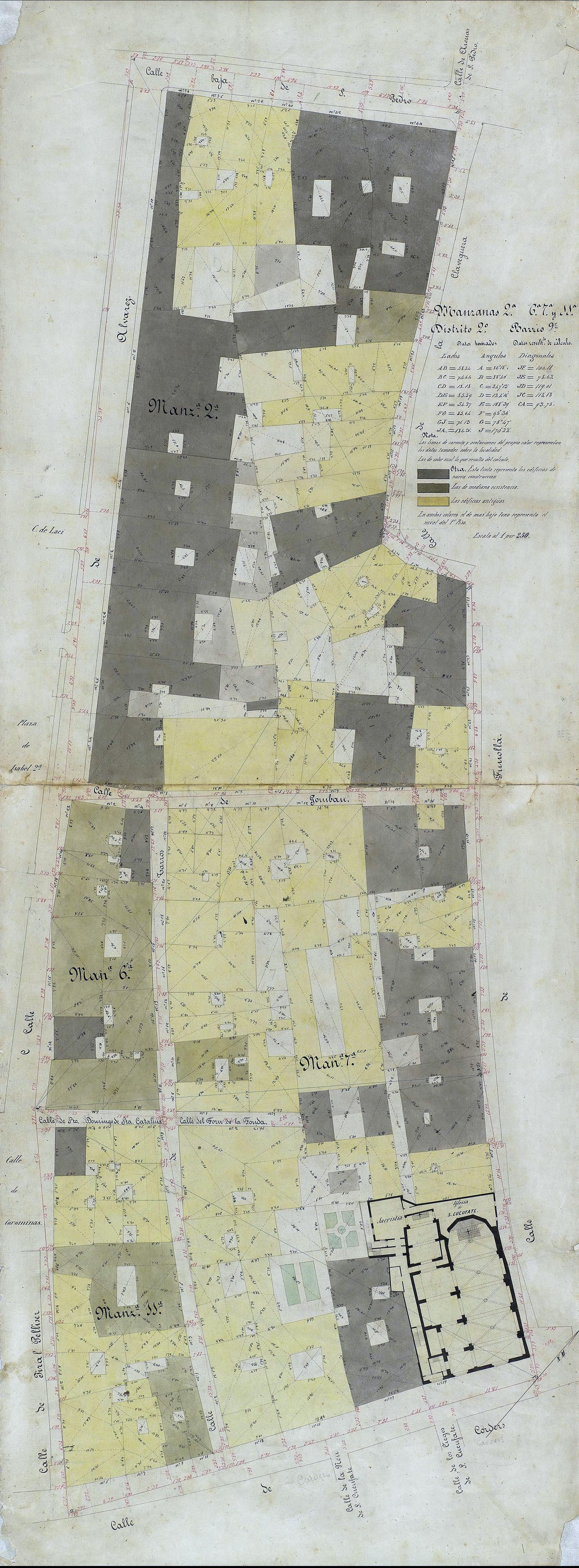
Quarteró núm. 30 de Garriga i Roca (c. 1860)

El 1860, després de la mort de Fons, el seu fill Antoni Fons i Fàbregas va vendre a Palmerola la seva tercera part de l'edifici i la maquinària de la fàbrica de Ripoll, que continuaria amb el nom d'aquest: «Palmarola, Felio; depósito de hilados, tejidos y torcidos de algodon de varias clases y números para tejer y bordar, en ovillos y madejas; tejidos llamados guineas, de 4, 5 y 6/4 de 1.ª y 2.ª clase. La fàbrica se halla en Ripoll, c, del Prado 44. Los pedidos deben efectuarse al depósito. c, Gombau 12.»
Palmerola va morir el 1863, i la fàbrica va continuar amb la seva vídua i el seu fill Feliu Palmerola i Cayol (1843-1920) sota la raó social de Vídua de Palmerola i Fill. El 1877, era en concurs de creditors i se'n cercaven llogaters.